# قوة الشرطة العسكرية الخاصة
قوة الشرطة العسكرية الخاصة تعتبر الشرطة العسكرية الخاصة بوزارة الدفاع، صمام الأمان للقوات المسلحة، إذ يقع على عاتقها مهمة المحافظة على الضبط والربط العسكري وتطبيق التعليمات ومراقبة تنفيذ العسكريين الأنظمة واللوائح.وتعتبر الشرطة العسكرية السلطة التنفيذية بحق العسكريين المخالفين للأنظمة والأوامر، وتنفيذ الأحكام الشرعية، والعقوبات الصادرة بحقهم، والإشراف المباشر على السجون العسكرية، ومنع العسكريين والمدنيين في المناطق الخاضعة للسلطة العسكرية من ارتكاب المخالفات بأنواعها ومن دخول المناطق المحرمة.كما تتولى الشرطة العسكرية منع أعمال التدمير والتخريب، وحراسة المناطق العسكرية، وتنظيم مرور وحراسة الحملات العسكرية، وحماية قادة أفرع القوات المسلحة السعودية إضافة إلى التعاون مع السلطات المدنية في كل ما يتعلق بالقوات المسلحة.وفي مسرح العمليات يبرز دورها كوحدة إسناد قتال، وتشارك في أمن المناطق الخلفية، وحراسة الأسرى وإخلائهم، والمحافظة على النظام والقانون، والسيطرة على خطوط المواصلات والتحركات العسكرية. وتتعاون مع هيئة استخبارات وأمن القوات المسلحة بما يخدم أمن القوات المسلحة كما تتعاون مع قوة الأمن والحماية الخاصة بوزير الدفاع في حماية ضيوف وزارة الدفاع السعودية 

## التاريخ
تشكلت أول نواة لها باسم «البوليس الحربي».وفي عام 1368هـ تطور البوليس الحربي٬ حيث تم إنشاء ثلاث حظائر له في كل من جدة ومكة المكرمة ٬ وفي وزارة الدفاع٬ في مدينة الطائف في ذلك الحين.وفي عام 1371هـ، ُشكلت سرايا البوليس٬ لتواكب التطور المتتابع في تشكيلات القوات المسلحة.وفي عام 1400هـ تغير مسمى«البوليس الحربي» إلى «الشرطة العسكرية الخاصة». وفي عام 1402هـ، تم تشكيل كتائب الشرطة العسكرية في المناطق٬ على غرار قوة الشرطة العسكرية في الرياض٬ وتشكلت إدارة لها.ولازدياد المهام المكلفة بها الشرطة العسكرية٬ أُعيد في عام 1417هـ، تشكيل إدارة الشرطة العسكرية الخاصة بالقوات البرية٬ لتصبح «قيادة الشرطة العسكرية الخاصة للقوات البرية». ثم ُشكلت بعد ذلك ثلاث كتائب هي: كتيبة الشرطة العسكرية الخاصة في الرياض٬ وكتيبة الشرطة العسكرية الخاصة للأمن والحماية٬ وكتيبة الشرطة العسكرية الخاصة المدرعة.وقد خطت قيادة قوة الشرطة العسكرية منذ ذلك الوقت٬ خطوات ملموسة نحو التطور ومواكبة متطلبات العصر.